# Scrupocellaria scruposa
Scrupocellaria scruposa är en mossdjursart som först beskrevs av Carl von Linné den yngre 1758.  Scrupocellaria scruposa ingår i släktet Scrupocellaria och familjen Candidae. Arten är reproducerande i Sverige. Utöver nominatformen finns också underarten S. s. puelcha.